# Galium linearifolium
Galium linearifolium är en måreväxtart som beskrevs av Porphir Kiril Nicolai Stepanowitsch Turczaninow. Galium linearifolium ingår i släktet måror, och familjen måreväxter. Inga underarter finns listade i Catalogue of Life.